# Биржевые ведомости (1880—1917)

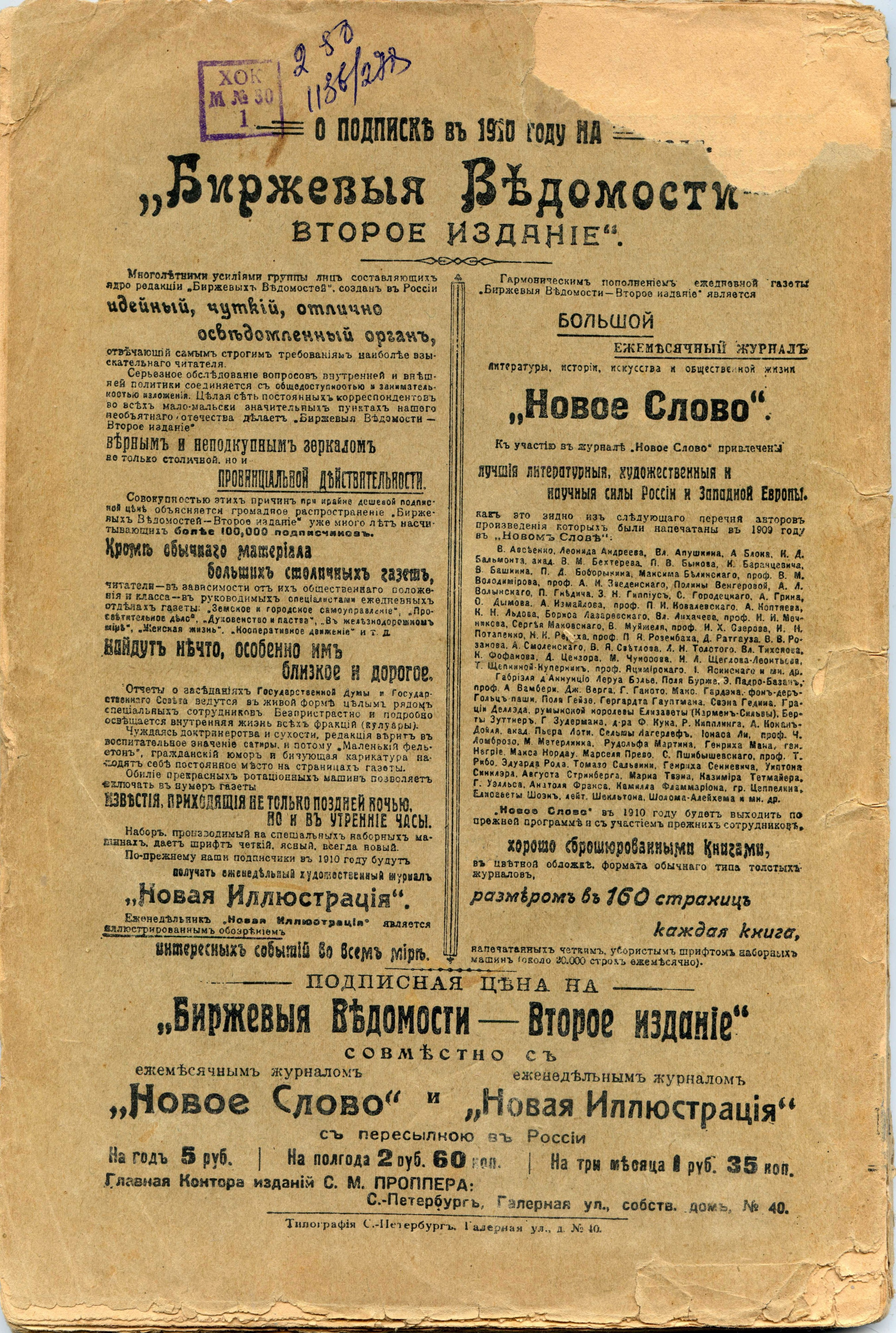
Объявление о подписке на 1911 год.

«Биржевы́е ве́домости» (рус. дореф. Биржевыя Вѣдомости) — российская дореволюционная политико-экономическая газета умеренно либерального направления; выходила в Петербурге в 1880—1917 годах. Редакция находилась на Галерной улице, 40. Закрыта в октябре 1917 года за «антисоветскую пропаганду».

## История
В 1880 году газету основал Станислав Проппер, объединив газеты «Биржевой вестник» и «Русский мир».
Первый номер «Биржевых ведомостей» вышел 1 ноября (13 ноября) 1880 года. Сначала газета выходила 3 раза в неделю (по средам, субботам и воскресеньям), с 17 декабря (30 декабря) 1880 — 4 раза. Среди первых сотрудников издания можно отметить П. С. Макарова, В. П. Сватковского, А.А. Кулакова, Р. Пальмана, М. Вирта.  В 80-е гг. тираж газеты был относительно небольшим, в 1886 году он составлял 2700 экземпляров (у «Недели» — 8000; у «Нового времени» — 48 000 (включая 18000 у второго издания); у «Петербургской газеты» — 8000; у «Сына Отечества» — 12 000). В последней четверти XIX столетия ряд ведущих российских газет («Новое время», «Новости и биржевая газета», «Санкт-Петербургские ведомости»,  «Сын Отечества» и др.) кроме основного выпускали второе издание. Обычно оно стоило дешевле первого, было рассчитано на массового читателя, часто распространялось в провинции. Не остался в стороне от этого тренда и Проппер — 3 ноября (15 ноября) 1893 года вышел первый выпуск второго издания «Биржевых ведомостей». Оно стоило существенно дешевле основного (подписка на год 4 рубля против 15). Большую роль во новом издании сыграли Дмитрий Линев  и Иероним Ясинский. Именно с выходом второго издания связан расцвет «Биржевых ведомостей» — удалось существенно увеличить тираж (с 8000 экз. в 1894 году до 50 000 в 1897), а в конце 1902 года стал выходить вечерний выпуск газеты (в единой нумерации с утренним). К «Биржевым ведомостям» выходили многочисленные приложения, в том числе «Огонёк». 
Газета неоднократное подвергалась административным взысканиям (предостережения в 1882, 1886 и 1899 гг; временные приостановки в 1887 и 1899 гг.; запрещение розничной продажи в 1888, 1890, 1898 и 1902 гг.) В годы первой русской революции газета была близка к кадетам и октябристам. В декабре 1905 года «Биржевые ведомости» несколько раз выходили под другими заглавиями («Свободный народ» и «Народная свобода»).

## Редакторы и издатели
С. М. Проппер, В. А. Бонди, И. И. Ясинский и др.

## Закрытие
Закрыта в октябре 1917 в числе многих других изданий за «антисоветскую пропаганду».
Фактически редакция «Биржевых ведомостей» была разгромлена в октябре 1917 года по инициативе революционного матроса бронепалубного крейсера «Диана» П. Д. Малькова. К тому времени матросы Балтийского флота, затянутые бурным водоворотом политической жизни в России в 1917 году, прониклись чувством собственной исключительности и не считали нужным ограничиваться в своих действиях исключительно указаниями сверху. Впоследствии Мальков вспоминал:
Паршивая была газетёнка, черносотенная, вечно всякие пакости писала, не раз на моряков-балтийцев клеветала. Приезжаю в Балтийский экипаж, говорю ребятам: пора „Биржевку“ прикрыть, нечего с ней церемониться! Есть решение Центробалта. Сразу нашлось несколько охотников… когда выходили из редакции „Биржевки“, смотрю: по соседству журнал „Огонёк“… Тоже вредный журнал. Посоветовались мы с ребятами, решили и его заодно закрыть…
Сам издатель Проппер Станислав Максимилианович уехал в эмиграцию. Оставил мемуары. Умер в Германии в 1931 году.

## Иноязычные названия
- фр. Nouvelles de la Bourse[6]